# Boudorigon
Boudorigon (altgriechisch Βουδόριγον) ist ein Ortsname, der in der Geographia des Claudius Ptolemaios als einer der im Innern der Germania magna nördlicher im Osten liegenden Orte (πόλεις) mit 41° 00′ Länge (ptolemäische Längengrade) und 52° 40′ Breite angegeben wird. Wegen des Alters der Quelle kann eine Existenz des Ortes um 150 nach Christus angenommen werden.
Bislang konnte der Ort nicht sicher lokalisiert werden. Ein interdisziplinäres Forscherteam um Andreas Kleineberg, das die Angaben von Ptolemaios neu untersuchte, lokalisiert zurzeit Boudorigon anhand der Transformation der antiken Koordinaten beim heutigen Glogau (Głogów) an der Oder in der Woiwodschaft Niederschlesien in Polen.
In Nosicice, einem Stadtteil von Głogów, wurden germanische Brandgräber gefunden, in Głogów selbst ein Münzschatz mit Denaren der Kaiser von Vespasianus bis Commodus. Archäologisch liegt damit offenbar ein Zusammenhang mit der Oder-Warthe-Gruppe bzw. der frühen Przeworsk-Kultur vor, einer archäologischen Kultur, welche die Forschung im Allgemeinen mit den frühen Wandalen und Burgunden sowie mit den Lugiern verbindet.
Nach einer anderen Hypothese lag Boudorigon nahe dem heutigen Brzeg in Polen, einem wichtigen Handelsplatz und Straßenkreuz seit der Zeit der Lausitzer Kultur über die keltische Siedlungsperiode bis zur Zeit der Lugier und Römer. Auch in Uherské Hradiště in Mähren wurde Boudorigon vermutet; der keltische Name bedeute „Platz der Siegreichen“.